# Радувек
Радувек (пол. Radówek, нім. Klein Rade) — село в Польщі, у гміні Ґужиця Слубицького повіту Любуського воєводства.
Населення — 194 особи (2011).
У 1975-1998 роках село належало до Гожовського воєводства.

## Демографія
Демографічна структура станом на 31 березня 2011 року:
|          | Загалом | Допрацездатний вік | Працездатний вік | Постпрацездатний вік |
| -------- | ------- | ------------------ | ---------------- | -------------------- |
| Чоловіки | 92      | 22                 | 64               | 6                    |
| Жінки    | 102     | 25                 | 58               | 19                   |
| Разом    | 194     | 47                 | 122              | 25                   |